# Truflowate
Truflowate (Tuberaceae Dumort.) – rodzina grzybów należąca do rzędu kustrzebkowców (Pezizales).

## Charakterystyka
Gatunki z rodziny Tuberaceae to grzyby wytwarzające podziemne owocniki typu ptychotecjum lub stereotecjum. Wszystkie znane gatunki to grzyby ektomykoryzowe. Nie odnotowano tworzenia sklerocjów. Znane są anamorfy, które są morfologicznie podobne do teleomorf.
Do rodziny tej należą trufle (Tuber) uważane za najsmaczniejsze grzyby.

## Systematyka
Pozycja w klasyfikacji według Index Fungorum: Pezizales, Pezizomycetidae, Pezizomycetes, Pezizomycotina, Ascomycota, Fungi.
Według aktualizowanej klasyfikacji Index Fungorum bazującej na Dictionary of the Fungi do rodziny tej należą rodzaje:
- Choiromyces Tul. & C. Tul. 1862 – piestrak
- Dingleya Trappe 1979
- Labyrinthomyces Boedijn 1939
- Reddellomyces Trappe, Castellano & Malajczuk 1992
- Tuber P. Micheli ex F.H. Wigg. 1780 – trufla[2]

Nazwy polskie według M.A. Chmiel.